# Protheodes veprecola
Protheodes veprecola är en fjärilsart som beskrevs av Swinhoe 1885. Protheodes veprecola ingår i släktet Protheodes och familjen nattflyn. Inga underarter finns listade i Catalogue of Life.